# Бёрк, Джеймс
Джеймс Бёрк (5 июля 1931 — 13 апреля 1996, также известный как «Бёрки», «Ирландец здоровяк», «Джимми-Джентльмен») — aмериканский преступник и пособник мафиозного клана Луккезе, организовавший в 1978 году ограбление авиакомпании «Lufthansa», ставшее крупнейшим хищением наличности в истории США для своего времени. Существует вероятность, что он также причастен к длившейся несколько месяцев серии убийств лиц, связанных с организацией и проведением ограбления.
После дачи показаний Генри Хиллом Бёрк предстал перед судом в 1982 году по обвинению в организации договорных матчей в Бостонском колледже (1978—1979 гг.), за что и был приговорён к 12 годам лишения свободы. Когда он находился в заключении, ему были выдвинуты дополнительные обвинения в серии убийств, за что получил дополнительные 20 лет заключения. Джеймс Бёрк умер от рака в Онкологическом центре Розуэлл-Парк (Буффало, штат Нью-Йорк).
Бёрк стал прототипом одного из персонажей фильма «Славные парни» (Джимми Конвея), которого в 1990 году сыграл Роберт Де Ниро.

## Ранний период жизни и семья
Точных сведений о родителях Бёрка не сохранилось. Предположительно, он был отдан в детский дом своей матерью в возрасте двух лет. Попав в приёмную семью, Джеймс подвергался бытовому и сексуальному насилию, из-за чего неоднократно сбегал от приёмных родителей. После этого он был возвращён в детский дом, откуда, спустя некоторое время, был вновь отправлен к другим приёмным родителям, сменив в общей сложности десяток приёмных семей. К 14 годам приёмные отец Бёрка попал в аварию, после чего у него начался затяжной конфликт с приёмной матерью, из-за чего он начал вести преступный образ жизни, ночуя на улицах Нью-Йорка. За совершаемые преступления он неоднократно попадал в исправительные учреждения для несовершеннолетних, а после и в полноценные тюрьмы.
К 30 годам (1962 год) Бёрк сочетался браком девушкой по имени Микки. Спустя сутки после их свадьбы, полиция обнаружила в машине разрубленные на части останки молодого человека, ранее пристававшего к Микки. От этого брака у них родилось три ребёнка: Фрэнсис Джеймс Бёрк (который помогал отцу в ограблении авиакомпании «Lufthansa», а позже убитого в 1987 году наркоторговцем по имени Тито Ортис), Джесси Джеймс Бёрк и Кэтрин Бёрк (которая вышла замуж за Энтони Инделикато, члена мафиозного преступного клана Бонанно).

## Участие в преступной деятельности
Бёрк пользовался большим уважением капореджиме преступного клана Луккезе Пола Варио, даже несмотря на своё ирландское происхождение. В период с 1950 по 1960 годах он организовывал различные преступные комбинации, которые приносили ему доход (торговля контрафактными и контрабандными сигаретами и спиртным, рэкет, ограбления грузовиков с ценными грузами, ростовщичество и тому подобное). В 1960-е Бёрк активно сотрудничал с начинающими преступниками Томасом Десимоне, Генри Хиллом и Анджело Сепе. Официальным прикрытием его преступной деятельности было заведение «Robert’s Lounge» в Куинсе, работавшее под контролем Пола Варио.
В ноябре 1972 года Бёрк и Хилл были арестованы в городе Тампа (Флорида) за нападение на Гаспара Чаччо с целью вымогательства, которое было организовано местным профсоюзным деятелем по имени Кейси Росадо. Суд признал Бёрка и Хилла виновными в вымогательстве и участии в организованной преступной группе, за что каждый из них получил 10 лет заключения в исправительном учреждении Льюисбурга. После 6 лет заключения Бёрк получил условно-досрочное освобождение, возобновив совместную преступную деятельность с вышедшим двумя годами ранее Генри Хиллом. С 1978 по 1980 гг. они активно участвовали в незаконном обороте наркотических веществ, создав на северо-востоке США наркосиндикат, действовавший независимо от преступного клана Луккезе, который старался минимизировать это направление преступной деятельности из-за чрезмерного внимания к ней со стороны правоохранительных органов в тот период.

## Убийство Уильяма «Билли Бэттса» Бентвены
В книге Николаса Пиледжи «Умник» Генри Хилл в интервью упоминает, что Бёрк, совместно с [[Десимоне, Томас]Деcимоне]], был причастен к убийству мафиозного авторитета Уильяма «Билли Бэттса» Бентвены, которое произошло 11 июня 1970 года в клубе «The Suite» (Куинс), принадлежавшего Хиллу. Поводом стала ссора Де Симоне с Бентвеной, произошедшая ранее во время вечеринки в честь освобождения последнего из тюрьмы в 1970 году, которая проходила в заведении «Robert’s Lounge» (контролируемого Бёрком).
После того, как Бёрк и Десимоне забили Бентвену до полусмерти, они вместе с Хиллом вывезли его тело за город. Там он был ими добит, а после похоронен на псарне в северной части штата Нью-Йорк, принадлежавшей одному из друзей Бёрка. Через три месяца земля, на которой располагалась псарня и могила Бентвены, была продана под застройку, из-за чего Бёрк, Хилл и Де Симоне были вынуждены выкопать его труп, засыпанный негашеной известью для ускорения разложения, для последующего его перезахоронения в подвале заведения «Robert’s Lounge». Спустя некоторое время тело вновь было выкопано из подвала заведения Бёрка и окончательно утилизировано на автомобильной свалке в Нью-Джерси, принадлежавшей Клайду Бруксу.

## Ограбление авиакомпании «Lufthansa»
Ограбление грузового терминала немецкой авиакомпании «Lufthansa» было спланировано Бёрком по наводке Мартина Кругмана, с которым его свёл Хилл. О содержимом грузового терминала Кругману сообщил работник международного аэропорта им. Джона Кеннеди по имени Луи Вернер, который задолжал ему 20 000 долларов (на 2021 год эта сумма равна 89 000 долларов), а позже подтвердил коллега Вернера по имени Питер Грюнвальд, работавший ранее с бригадой Бёрка. Предварительная сумма, которую планировали украсть Бёрк и его команда, оценивалась ими в 2 миллиона долларов, из которых каждый участвовавший в деле должен был получить от 10 000 до 50 000 долларов. По условиям устного соглашения Вернеру причиталось 10 % от всей суммы украденного.
Для проведения самого ограбления Бёрк привлёк Десимоне, Анджело Сепе, Луи Кафору, Джозефа Манри, Пола Ли Кастри и Роберта Макмахона. Вывоз группы налётчиков со награбленным он поручил своему сыну (Фрэнку Джеймсу Бёрку), а избавление от машины отхода было возложено на Парнелла «Кучу» Эдвардса.
В ходе ограбления грузового терминала 11 декабря 1978 года было похищено 5 875 000 долларов (на 2021 год эта сумма равна 24 400 000 долларов), из которых 5 миллионов были в виде наличности, а 875 000 — в виде драгоценностей. Общий объём украденного сделал это ограбление крупнейшим в американской истории для своего времени.
Предполагается, что последовавшая в течение нескольких месяцев после ограбления череда убийств большей части причастных к налёту была либо напрямую совершена самим Бёрком, либо его подручными. Первым был ликвидирован Парнелла «Куча» Эдвардс, которого по приказу Бёрка устранили 18 декабря, за невыполнение поручения по избавлению от фургона, который использовался для ограбления. Последующие убийства были связаны с двумя возможными причинами: во-первых, Бёрк сокращал количество долей, которые требовалось выплачивать из награбленных денег, а во-вторых, за счёт этого избавлялся от всех возможных нитей, которые могли бы привести следствие по этому делу к нему. За счёт этого Бёрку так и не были выдвинуты полноценные обвинения в организации ограбления, а украденные деньги и драгоценности так и не были возвращены.

## Арест и окончательный приговор
В 1980 году Бёрк был арестован за нарушение условно-досрочного освобождения. На основании показаний, которые против него дал Генри Хилл, Бёрк был приговорён к 12 годам заключения в 1982 году за организацию серии договорных матчей в Бостонском колледже (1978—1979 гг.). В ходе этого процесса было вынесено около пятидесяти обвинительных приговоров по различным обвинениям, благодаря чему были арестованы многочисленные сообщники Хилла, а также Пол Варио, который был капореджиме преступной группы, в которую входили сам Хилл и Бёрк. Спустя несколько лет, проведённых в тюремном заключении по обвинению в организации серии договорных матчей, Бёрку было выдвинуто новое обвинение в убийстве торговца наркотиками по имени Ричард Итон, которое тот совершил в 1979 году. За счёт дополнительных показаний Хилла в 1985 году на суде против Бёрка, к общему сроку заключения последнего было добавлено ещё 20 лет.

## Смерть
По решению суда Бёрк был отправлен отбывать наказание в исправительном учреждении Венды (Элден, штат Нью-Йорк). Спустя некоторое время у него был диагностирован рак. Он умер 13 апреля 1996 года в онкологическом центре Розуэлл-Парк (Буффало, штат Нью-Йорк), не дожив 5 лет до возможности подачи прошения на условно-досрочное освобождение. Джеймс Бёрк был похоронен на кладбище Сент-Чарльза в Ист-Фармингдейле (штат Нью-Йорк).

## Киновоплощения
Джеймс Бёрк стал прототипом одного из персонажей фильма «Славные парни» (Джимми Конвея), которого в 1990 году сыграл Роберт Де Ниро. В нём он изображён как жестокий и параноидальный преступник, прямо связанный с последующей ликвидацией большей части участников ограбления авиакомпании «Lufthansa».
Бёрка сыграл Джон Махони в фильме 1991 года «Ограбление на 10 миллионов» (The 10 Million Dollar Getaway). В отличие от фильма «Славные парни», здесь показан сам процесс планирования и проведения ограбления авиакомпании «Lufthansa». По сценарию последующая череда убийств участников преступной операции была проведена членами неназванного мафиозного клана без участия и согласия Бёрка. Кроме того, в этом фильме он представлен как ирландец и по происхождению, и по культуре, что является не совсем достоверным, так как сам Бёрк говорил без ирландского акцента, будучи воспитанником американских детских домов.
Также Бёрк был сыгран Дональдом Сазерлендом в фильме 2001 года «Большое ограбление». В нём он изображён как крайне суеверный и жестокий преступник, который устранил большую часть участников ограбления по личным мотивам или суевериям.